# 유머레스크 (영화)
유머레스크(Humoresque)는 미국에서 제작된 진 네글레스코 감독의 1946년 영화이다. 조안 크로포드 등이 주연으로 출연하였고 제리 워드 등이 제작에 참여하였다.

## 출연

### 주연
- 조안 크로포드
- 존 가필드

### 조연
- 오스카 레반트
- J. 캐롤 나이쉬
- 조안 챈들러
- 톰 댄드리아
- 페기 뉴슨

## 제작진
- 미술: 휴 레틱커
- 의상: 아드리안
- 의상: 버나드 뉴만